# Clyomys
A Clyomys az emlősök (Mammalia) osztályának a rágcsálók (Rodentia) rendjébe, ezen belül a tüskéspatkányfélék (Echimyidae) családjába tartozó nem.
Egyes rendszerező az Euryzygomatomys spinosus fajt is ebbe a nembe helyezi.

## Rendszerezés
A nembe az alábbi 2 faj tartozik:
- Clyomys bishopi Ávila-Pires & Wutke, 1981
- Clyomys laticeps Thomas, 1909 - típusfaj